# Black Spring
Black Spring és un llibre de deu contes de l'escriptor estatunidenc Henry Miller, publicat l'any 1936 per l'Obelisk Press de París, França. Black Spring va ser el segon llibre publicat per Miller, després del Tròpic de Càncer i abans del Tròpic de Capricorn. El llibre va ser escrit el 1932-33 mentre Miller vivia a Clichy, un suburbi del nord-oest de París. Com Tròpic de Càncer, el llibre està dedicat a Anaïs Nin.

## Continguts
Els deu contes del llibre són:
1. The Fourteenth Ward
2. A Saturday Afternoon
3. Third or Fourth Day of Spring
4. The Angel is My Watermark!
5. The Tailor Shop
6. Jabberwhorl Cronstadt
7. Into the Night Life
8. Walking Up and Down
9. Burlesk
10. Megalopolitan Maniac

## Història de la publicació
Black Spring va ser publicat per Obelisk Press a París el 1936, però no es va publicar als Estats Units fins al 1963 a causa de les lleis d'obscenitat. Quan es va publicar l'edició "Black Cat" de Grove Press, diverses de les històries no considerades obscenes ja s'havien publicat en altres volums de Miller com The Cosmological Eye, publicat per New Directions. Diverses altres històries s'havien publicat a l'anual de New Directions, New Directions in Prose and Poetry.

## Miller sobreBlack Spring
Miller, com els seus crítics, tenia una alta opinió del llibre. En un enregistrament de 1949, Miller diu:
| « | Durant els deu anys que vaig estar a París, devia haver escrit set o vuit llibres. Aquest, Black Spring, m'agrada i és el millor de tot el que vaig escriure durant aquell període. Els anys 1932 i 33, vivint fora de París a la ciutat de Clichy, on vaig escriure el llibre, suposo que van ser els millors anys de tota la meva vida. | » |

A Els llibres de la meva vida, després de citar l'epígraf a Black Spring extret de Miguel de Unamuno, que diu
| « | Puc ser com em crec o com els altres creuen que sóc? Aquí és on aquestes línies es converteixen en confessió en presència del meu jo desconegut i incognoscible, desconegut i incognoscible per a mi mateix. Aquí és on creo la llegenda en la qual he d'enterrar-me, | » |

Miller continua escrivint: "Aquestes línies apareixen a la fulla de la mosca de Black Spring, un llibre que es va apropar més a ser jo mateix, crec, que qualsevol llibre que hagi escrit abans o després".
El llibre Henry Miller sobre l'escriptura inclou una llista manuscrita de "manaments" (etiquetada "Programa de treball, 1932-33") que penjava sobre l'escriptori de Miller amb el segon manament: "No comenceu més llibres nous, no afegiu més material nou a "Black Spring".

## Epígrafs
Un dels aspectes notables del llibre és que cada història (a excepció de "L'àngel és la meva marca d'aigua!") comença amb un epígraf extret de la història respectiva que, en diferents graus, resumeix un tema principal de la història. L'epígraf de "The Tailor Shop" conté la frase "sempre alegre i brillant", que es convertiria en el títol de la biografia no autoritzada de Miller de Jay Martin. L'epígraf de "Into the Night Life..." — "A Coney Island of the Mind"— es va convertir en el títol d'un volum de poesia de Lawrence Ferlinghetti.